# Webera plumella
Webera plumella là một loài Rêu trong họ Bryaceae. Loài này được (Müll. Hal.) Broth. miêu tả khoa học đầu tiên năm 1924.